# Liste des casernes de Paris

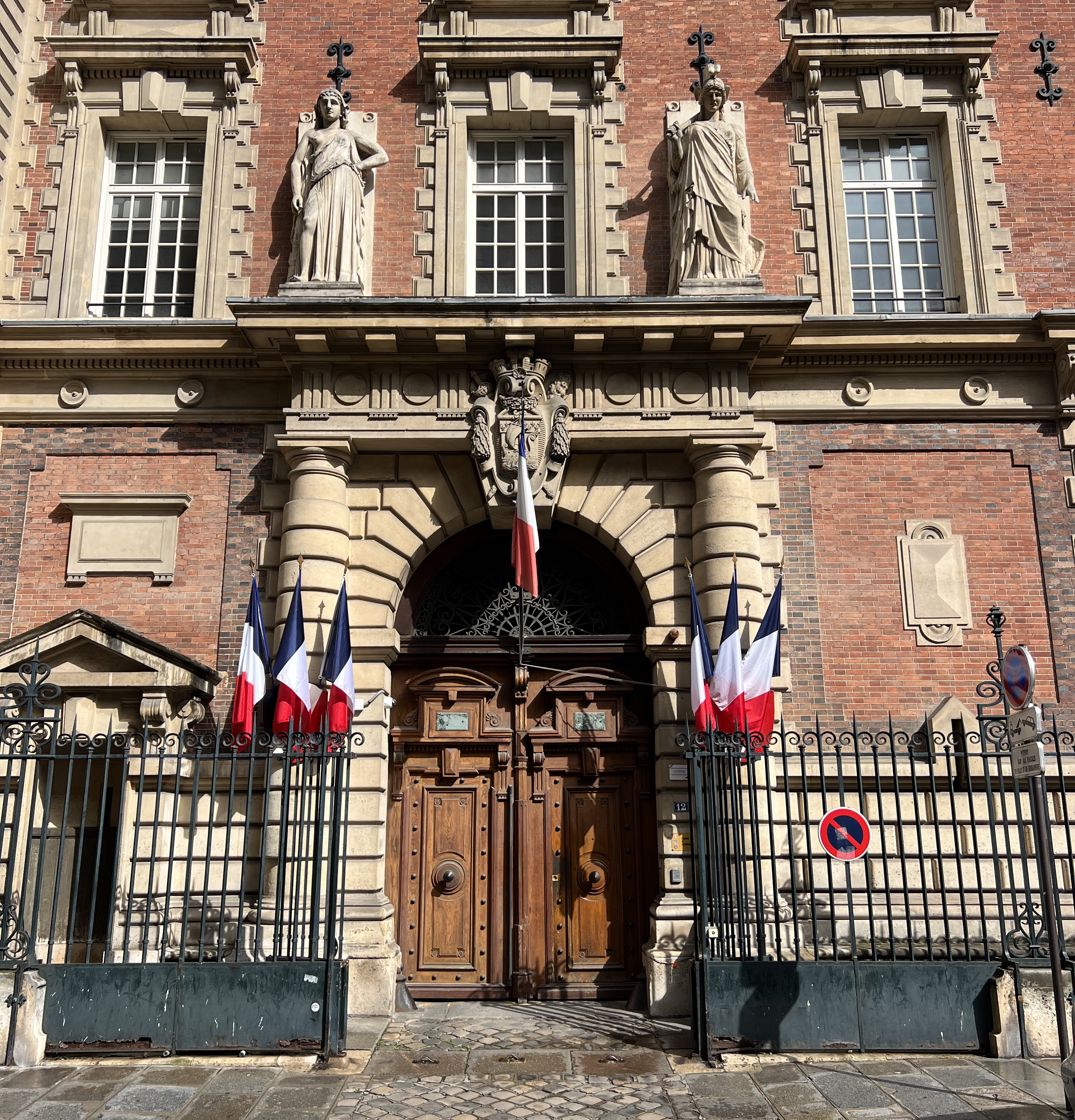
Entrée de la caserne des Petits-Pères, rue de la Banque.

Cet article recense les casernes ou quartiers militaires de Paris, qui existent ou ont existé,,,,.
Les casernes situées dans les faubourgs existaient avant la Révolution, celles construites dans l'intérieur de la ville à partir de l'aménagement de bâtiments conventuels datent de 1790.

## Historique
Jusqu'en 1790 les Gardes-françaises et les Gardes suisses tenaient garnison à Paris, chez l'habitant, avec un billet de logement.
En 1692, Louis XIV avait exigé la construction, dans les faubourgs de Paris, de casernes pour loger les soldats, mais en raison de la crise économique seules les casernes des mousquetaires Gris et des mousquetaires Noirs avaient été construites.
En 1760, Louis XV continua la construction de casernes, mais la guerre de Sept Ans, épuisa les caisses de l'État, il autorisa le maréchal de Biron à contracter des baux avec les particuliers.
Ainsi la caserne de la Pépinière fut construite en 1770, celle de la Nouvelle-France en 1772, celle de la rue Tournefort en 1775, celles de Babylone, de la Courtille, de l'Oursine, de la rue Verte en 1780 et la caserne de Popincourt en 1787. Ces casernes étaient destinées pour abriter 3 compagnies de 4 sections de 30 hommes, les sous-officiers et officiers étant casernés dans des bâtiments extérieurs.
Par la suite une quinzaine de casernes, plus petites, furent construites. Cinq grandes casernes furent construites pour les Gardes suisses ; 2 à l'intérieur de Paris, caserne de Chaillot et caserne de la Grange-Batelière et 3 à l'extérieur de Paris à Saint-Denis, Rueil et Courbevoie.
À la Révolution et sous le premier Empire, des casernes sont créées dans des établissements civils ou religieux, réaménagés comme les casernes de l'Arsenal et de l'Ave-Maria en 1790, des Bernardins, des Carmes, des Célestins, les quartiers Bonaparte et Eugène en 1795, de Penthemont, de Clichy, du collège de Maître-Gervais en 1805, des Enfants-Rouges en 1808 mais aussi celles de l'Estrapade, l'Impériale et des Grenadiers, du Jardin-des-Plantes, des Petits-Pères, de Soubise, du Roule et celle de Reuilly construite sous Louis-Philippe.
Sous le second Empire, certaines anciennes casernes sont restaurées et d'autres sont construites ou transformées durant l'urbanisation haussmannienne. L'ensemble de ces casernes contenait près de 27 000 soldats et gardes de Paris et pouvait si besoin abriter près de 50 000 hommes. Des casernes celles du Prince-Eugène, de Popincourt, de la Nouvelle-France, de la Pépinière, de la rue Verte, de l'École-Militaire, de Grenelle, de l'hôtel des Invalides… pouvaient contenir de 1 000 à 6 000 hommes mais d'autres, plus petites, contenaient moins de 1 000 hommes comme les casernes Mouffetard, de l'Oursine, des Minimes, de la Banque…
Principales casernes au début du XXe siècle : 
| Caserne Lobau | Caserne de Reuilly | Caserne de la Pépinière     | Caserne de Clignacourt        | Caserne des Tourelles |
| --- | --- | --------------------------- | ----------------------------- | --------------------- |
| 4e arrondissement | 12e arrondissement | 8e arrondissement           | 18e arrondissement            | 20e arrondissement    |
| | 46e RI | 5e RI                       |                               | 104e RI               |
| | |                             |                               |                       |
| \| Dupleix La Pépinière La Cité Château d'Eau Célestins Lobau Reuilly Les Tourelles Tour-Maubourg Nvelle-France Penthièvre Lourcine Clignancourt Mortier École militaire Napoléon Mouffetard \| | \| Dupleix La Pépinière La Cité Château d'Eau Célestins Lobau Reuilly Les Tourelles Tour-Maubourg Nvelle-France Penthièvre Lourcine Clignancourt Mortier École militaire Napoléon Mouffetard \| | Caserne Dupleix             | Caserne de la Nouvelle-France |                       |
| \| Dupleix La Pépinière La Cité Château d'Eau Célestins Lobau Reuilly Les Tourelles Tour-Maubourg Nvelle-France Penthièvre Lourcine Clignancourt Mortier École militaire Napoléon Mouffetard \| | \| Dupleix La Pépinière La Cité Château d'Eau Célestins Lobau Reuilly Les Tourelles Tour-Maubourg Nvelle-France Penthièvre Lourcine Clignancourt Mortier École militaire Napoléon Mouffetard \| | 15e arrondissement          | 10e arrondissement            |                       |
| \| Dupleix La Pépinière La Cité Château d'Eau Célestins Lobau Reuilly Les Tourelles Tour-Maubourg Nvelle-France Penthièvre Lourcine Clignancourt Mortier École militaire Napoléon Mouffetard \| | \| Dupleix La Pépinière La Cité Château d'Eau Célestins Lobau Reuilly Les Tourelles Tour-Maubourg Nvelle-France Penthièvre Lourcine Clignancourt Mortier École militaire Napoléon Mouffetard \| | 1er RC                      |                               |                       |
| \| Dupleix La Pépinière La Cité Château d'Eau Célestins Lobau Reuilly Les Tourelles Tour-Maubourg Nvelle-France Penthièvre Lourcine Clignancourt Mortier École militaire Napoléon Mouffetard \| | \| Dupleix La Pépinière La Cité Château d'Eau Célestins Lobau Reuilly Les Tourelles Tour-Maubourg Nvelle-France Penthièvre Lourcine Clignancourt Mortier École militaire Napoléon Mouffetard \| |                             |                               |                       |
| \| Dupleix La Pépinière La Cité Château d'Eau Célestins Lobau Reuilly Les Tourelles Tour-Maubourg Nvelle-France Penthièvre Lourcine Clignancourt Mortier École militaire Napoléon Mouffetard \| | \| Dupleix La Pépinière La Cité Château d'Eau Célestins Lobau Reuilly Les Tourelles Tour-Maubourg Nvelle-France Penthièvre Lourcine Clignancourt Mortier École militaire Napoléon Mouffetard \| | Caserne de la Tour-Maubourg | Caserne de Penthièvre         |                       |
| \| Dupleix La Pépinière La Cité Château d'Eau Célestins Lobau Reuilly Les Tourelles Tour-Maubourg Nvelle-France Penthièvre Lourcine Clignancourt Mortier École militaire Napoléon Mouffetard \| | \| Dupleix La Pépinière La Cité Château d'Eau Célestins Lobau Reuilly Les Tourelles Tour-Maubourg Nvelle-France Penthièvre Lourcine Clignancourt Mortier École militaire Napoléon Mouffetard \| | 7e arrondissement           | 8e arrondissement             |                       |
| \| Dupleix La Pépinière La Cité Château d'Eau Célestins Lobau Reuilly Les Tourelles Tour-Maubourg Nvelle-France Penthièvre Lourcine Clignancourt Mortier École militaire Napoléon Mouffetard \| | \| Dupleix La Pépinière La Cité Château d'Eau Célestins Lobau Reuilly Les Tourelles Tour-Maubourg Nvelle-France Penthièvre Lourcine Clignancourt Mortier École militaire Napoléon Mouffetard \| |                             |                               |                       |
| \| Dupleix La Pépinière La Cité Château d'Eau Célestins Lobau Reuilly Les Tourelles Tour-Maubourg Nvelle-France Penthièvre Lourcine Clignancourt Mortier École militaire Napoléon Mouffetard \| | \| Dupleix La Pépinière La Cité Château d'Eau Célestins Lobau Reuilly Les Tourelles Tour-Maubourg Nvelle-France Penthièvre Lourcine Clignancourt Mortier École militaire Napoléon Mouffetard \| |                             |                               |                       |
| Caserne de la Cité | Caserne des Célestins | Caserne Mouffetard          | Caserne du Château d'Eau      |                       |
| 4e arrondissement | 4e arrondissement | 5e arrondissement           | 10e arrondissement            |                       |
| Garde républicaine | | Garde républicaine          | 2e RC                         |                       |
| | |                             |                               |                       |
| Caserne Napoléon | Caserne de l'École militaire | Caserne de l'Oursine        | Caserne Mortier               |                       |
| 4e arrondissement | 7e arrondissement | 13e arrondissement          | 20e arrondissement            |                       |
| Garde républicaine | 103e RI | 23e RIC                     |                               |                       |
| | |                             |                               |                       |
| Dupleix La Pépinière La Cité Château d'Eau Célestins Lobau Reuilly Les Tourelles Tour-Maubourg Nvelle-France Penthièvre Lourcine Clignancourt Mortier École militaire Napoléon Mouffetard       | |                             |                               |                       |

## Casernes
- Haut – A
- B
- C
- D
- E
- F
- G
- H
- I
- J
- K
- L
- M
- N
- O
- P
- Q
- R
- S
- T
- U
- V
- W
- X
- Y
- Z

### A
- Caserne de l'Assomption, dite aussi caserne Saint-Honoré
- Caserne de l'Arsenal
- Caserne du Vieil Arsenal
- Caserne de l'Ave-Maria

### B
- Caserne Babylone
- Caserne de la Banque
- Caserne de Bellechasse
- Caserne des Bernardins
- Caserne du quai Billy
- Quartier Bonaparte

### C
- Caserne des Carmes
- Caserne des Célestins
- Carnot (quartier)
- Caserne Chaligny
- Caserne Clichy
- Caserne de Chaillot[6]
- Caserne de Clamart
- Caserne de Crussol
- Caserne de la Cité
- Caserne de la Courtille

- Caserne Chalvidan
- Caserne du Château-d'Eau[7]
- Caserne du Cherche-Midi

### D
- Caserne Dupleix

### E
- Caserne de l'École militaire
- Caserne d'Elbeuf
- Caserne d'Enfer
- Caserne des Enfants-Rouges
- Corps de garde de la barrière d'Enfer[8]
- Caserne de l'Estrapade
- Corps de garde de la barrière de l'Étoile[8]
- Quartier Eugène

### F
- Caserne de la rue du Foin
- Caserne des Francs-Bourgeois
- Caserne Froidmanteau

### G
- Caserne de la Garde consulaire
- Hôtel des Gardes-du-Corps
- Hôtel des Gardes-du-Corps du Roi à cheval
- Hôtel des Gardes-du-Corps du Roi à pied
- Casernes des Gardes-Françaises
  - Caserne Babylone
  - Caserne des Italiens
  - Caserne Mouffetard
  - Caserne de la Nouvelle-France
  - Caserne Penthièvre
  - Caserne de la Pépinière
  - Caserne Tournefort
- Casernes de la Garde nationale
  - Caserne Châteaudun
  - Caserne Saint-Honoré d'Eylau
- Caserne des Gardes-suisses
- Caserne de Gervais
- Caserne de la Grange-Batelière
- Caserne des Grenadiers
- Caserne de Grenelle
- Caserne de Grenelle-Saint-Germain
- Caserne du Parc de Grenelle
- Caserne des Grés-Saint-Jacques
- Caserne de la Grille Chaillot

### I
- Caserne Impériale
- Caserne de l'esplanade des Invalides
- Caserne de l'hôtel des Invalides

### J
- Caserne du Jardin-des-Plantes
- Caserne du Jardin-du-Roi

### K
- Caserne Kellermann

### L
- Caserne Lazare
- Caserne de la Légion de police
- Caserne de Lisieux
- Caserne Lobau
- caserne de Latourg-Maubourg
- Caserne de Lourcine
- Caserne de Loursine
- Caserne du Luxembourg
- Caserne du Petit-Luxembourg

### M
- Caserne du collège de Maître-Gervais
- Caserne de Marigny
- Caserne des Minimes
- Caserne Monge
- Caserne du Mont-Blanc
- Caserne de Montaigu
- Caserne Mortier
- Caserne Mouffetard
- Caserne des Mousquetaires de Richelieu[9]
- Caserne des Mousquetaires-Gris
- Caserne des Mousquetaires-Noirs
- Caserne Masséna dans le 13e arrondissement de Paris

### N
- Quartier Napoléon
- Caserne Napoléon[10]
- Caserne de Neuilly
- Caserne de la rue Neuve-Sainte-Geneviève
- Caserne du Nouveau-Casino
- Caserne de la Nouvelle-France

### O
- Quartier d'Orsay
- Caserne de l'Oursine

### P
- Caserne de la place du Panthéon
- Caserne du Pavillon Sully
- Caserne de Penthemont
- Caserne Penthièvre
- Caserne de la Pépinière ou caserne de Pologne
- Caserne du Petit-Musc
- Caserne des Petits-Pères
- Caserne Plumet
- Caserne Poissonnière
- Caserne de Popincourt
- Caserne de la rue des Postes
- Caserne du Prince-Eugène[7]

### R
- Caserne de Reuilly
- Caserne Rivoli
- Caserne du Roule[11]
- Caserne de Rousselet

### S
- Caserne de la rue Saint-Etienne-des-Grès
- Caserne Saint-Honoré, dite aussi caserne de l'Assomption
- Caserne Saint-Honoré d'Eylau
- Caserne de la rue Saint-Jean-de-Beauvais
- Caserne Saint-Lazare
- Caserne Saint-Martin
- Caserne Schomberg
- Caserne du Séminaire Saint-Louis
- Caserne de l'Hôtel de Sens
- Caserne Sévigné
- Caserne de Soubise

### T
- Caserne des Tourelles
- Caserne Tournefort
- Caserne Tournon
- Corps de garde de la barrière du Trône[8]
- Caserne des gardes du palais des Tuileries[12]

### V
- Caserne Vérines
- Caserne de la grande rue Verte
- Caserne de la rue du Vieux-Colombier
- Corps de garde de la barrière de la Villette[8]
- Caserne de Vincennes